# 松平近朝
松平 近朝（まつだいら ちかとも）は、出雲広瀬藩の第3代藩主。直政系越前松平家広瀬藩分家3代。

## 経歴
第2代藩主・松平近時の長男。母は松平綱隆の娘・清高院。
元禄15年（1702年）、父の死去により家督を継ぐ。幕府に命じられて利根川・荒川などの普請で活躍した。
普通なら他の大大名から娘を正室としてもらうこともできる親藩大名ながら、なぜか近朝は高い身分の娘を嫌って、常に低い身分の娘を妻とした。そして5男12女と、多くの子女に恵まれた。
享保13年（1728年）11月15日、江戸で死去した。享年48。家督は弟の近明が継いだ。